# Platymaia maoria
Platymaia maoria is een krabbensoort uit de familie van de Inachidae. De wetenschappelijke naam van de soort is voor het eerst geldig gepubliceerd in 1963 door Dell.